# Mariam Batsachvili
Mariam Batsachvili (géorgien : მარიამ ბაწაშვილი), née le 1er juin 1993 à Tbilissi (Géorgie), est une pianiste classique géorgienne.

## Biographie

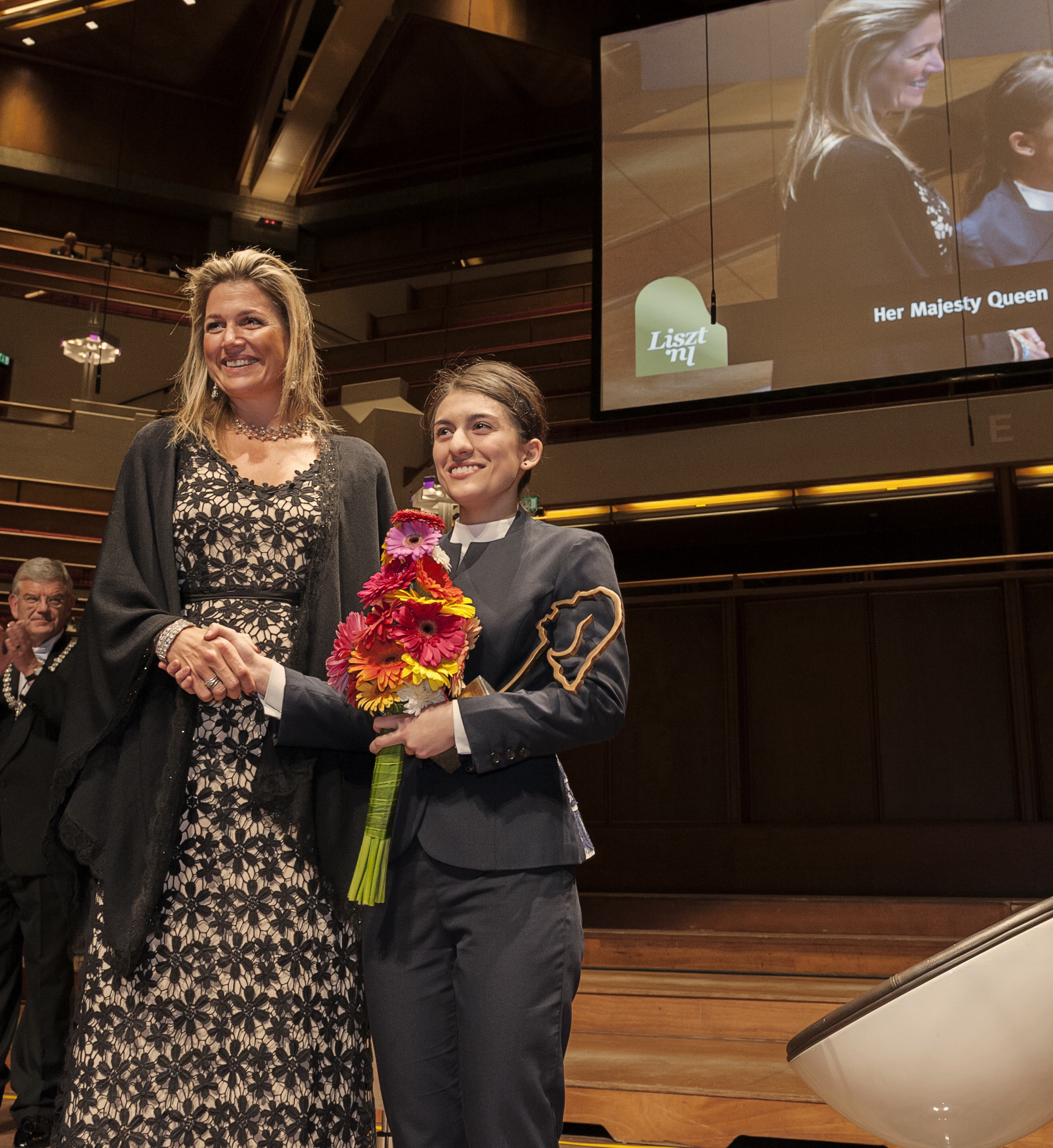
Mariam Batsachvili et la reine Máxima des Pays-Bas en 2014.

Mariam Batsachvili a commencé à jouer du piano à l'âge de 5 ans sous la direction de Natalia Natsvlishvili à l'école centrale de musique E. Mikeladze avant de poursuivre à la Hochschule für Musik Franz Liszt à Weimar avec Grigory Gruzman. En 2014, elle remporte le dixième Concours de piano Franz Liszt à Utrecht, après avoir déjà triomphé au Concours international Franz Liszt pour jeunes pianistes à Weimar en 2011,.
L'année suivante, elle a reçu le prix Arturo Benedetti Michelangeli et a passé la saison 2016-2017 en tant qu'« étoile montante » de la European Concert Hall Organisation (ECHO).
Depuis 2017, elle est artiste officielle Yamaha.
Entre 2017 et 2019, Mariam Batsachvili était l'une des artistes de la nouvelle génération de la BBC.
En 2019, son premier album chez Warner Classics (Chopin / Liszt) est sorti.

## Discographie
- Early Transcriptions, Marcello / Bach - Concerto in d, BWV974 - Händel / Liszt  - Sarabande und Chaconne zu dem Singspiel Almira, S181 - Bach / Busoni - From Partita for violin solo No 2 in d - Mozart / Liszt / Howard - Fantasie über Themen aus die Oper Le Nozze di Figaro und Don Giovanni, S697, Cobra Records, 2016
- Chopin / Liszt, Warner Classics, 2019
- Romantic Piano Masters, Franz Liszt, Frédéric Chopin, Franz Schubert, César Franck transc. Harold Bauer, Sigismond Thalberg, Richard Wagner arr. Franz Liszt, Franz Schubert arr. Franz Liszt, Charles Gounod transc. Franz Liszt, Franz Schubert transc. Richard Strauss, Warner Classics, 2022